# ويليام روان
ويليام روان هو عالم طيور كندي، ولد في 29 يوليو 1891 في بازل في سويسرا، وتوفي في 30 يونيو 1957 في إدمونتون في كندا.